# Melchora Aquino

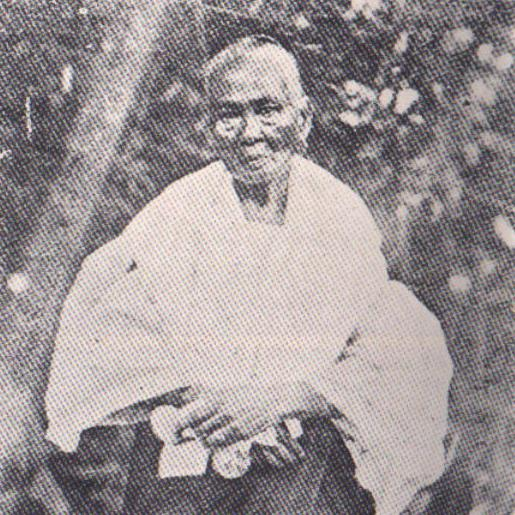
Melchora Aquino (ca. 1896)

Melchora Aquino (Caloocan, 6 januari 1812 – 2 maart 1919) was een Filipijnse revolutionaire, die vanwege haar hoge leeftijd ten tijde van de Filipijnse Revolutie de bijnaam Tandang Sora kreeg. Ook wordt Aquino wel de "Moeder van de Filipijnse Revolutie" genoemd.

## Biografie
Melchora Aquino werd geboren in Banlat in Caloocan als dochter van Juan en Valentina Aquino. Als klein meisje trad ze regelmatig op als zangeres op lokale evenementen. Ook mocht ze vanwege haar mooie verschijning vaak de rol van Helena spelen tijdens de Flores de Mayo feesten in de maand mei. Ze trouwde met Fulgencio Ramos, een cabeza de barangay (barangay captain) en kreeg zes kinderen. Haar man overleed op jonge leeftijd, waarna Aquino de opvoeding van haar kinderen en de zorg over de boerderij alleen op zich nam. Tijdens de Filipijnse Revolutie voorzag ze de leden van de Katipunun van rijst, carabaos en andere benodigdheden. Ook verzorgde ze de zieken en gewonden. De Katipuneros hielden bijeenkomsten in haar huis en noemden haar liefkozend Tandang Sora. Toen de Spanjaarden haar activiteiten ontdekten, werd ze gearresteerd en ondervraagd. Nadat ze weigerde de verblijfplaats van Andrés Bonifacio en de andere Katipunanleden prijs te geven werd de gedeporteerd naar Guam. Na de machtsovername door de Amerikanen werd ze in 1903 door de Verenigde Staten, samen met andere bannelingen, gerepatrieerd. De Amerikanen boden haar een beloning aan voor haar patriottische daden. Zij weigerde die echter aan te nemen. Aquino overleed in 1919 op 107-jarige leeftijd.

## Postuum eerbetoon
Ter ere van Aquino werden een district en een straat in Quezon City naar haar genoemd. Haar beeltenis stond tussen 1967 en 1992 op een vijf-centavo munt en ze was de eerste Filipina op een bankbiljet, een 1 peso biljet tussen 1951 en 1966. Bij de gelegenheid van haar 200e geboortedag werden haar overblijfselen van het Himlayang Pilipino Memorial Park naar het Tandang Sora National Shrine overgebracht. Ook riep het stadsbestuur van Quezon City 2012 uit tot Tandang Sora-jaar.

## Bron
- Carlos Quirino, Who's who in Philippine history, Tahanan Books, Manilla (1995)